# Nikolai Ulfsten
Nikolai Martin Ulfsten, auch Nicolai Ulfsten, ursprünglich Nikolai Martin Nielsen (* 29. September 1854 in Bergen, Norwegen; † 24. Dezember 1885 in Christiania, Norwegen), war ein norwegischer Landschafts- und Genremaler.

## Leben
Ulfsten, Sohn des Kaufmanns Niels Nielsen und dessen Frau Marthe Malene Sjursdatter Dahle, ging nach einem kurzen Aufenthalt auf der Malschule von Knud Bergslien unter Peder Cappelen Thurmann im Jahr 1874 nach Düsseldorf, wo er ungefähr vier Monate verweilte und die Düsseldorfer Malerschule studierte. Dann zog er weiter nach Karlsruhe. An der dortigen Großherzoglich Badischen Kunstschule war er Schüler von Karl Gussow und Hans Fredrik Gude. 1879 reiste er nach Italien und Ägypten, 1881 nach Konstantinopel und 1884 nach Algerien. Von diesen Reisen stammen orientalistische Gemälde. Bekannt wurde er jedoch besonders durch nordische Strandszenen. Mit seinen Bildern beschickte er zahlreiche Ausstellungen, etwa die Centennial Exhibition Philadelphia 1876 und die Weltausstellung Paris 1878 sowie den Salon de Paris der Jahre 1879 bis 1882. Am 1. Mai 1883 heiratete er in Bergen Bolette Helene Hedevig Jebe (1860–1894). Zu seinen engeren Freunden zählte der Maler Amaldus Nielsen.

## Werke (Auswahl)

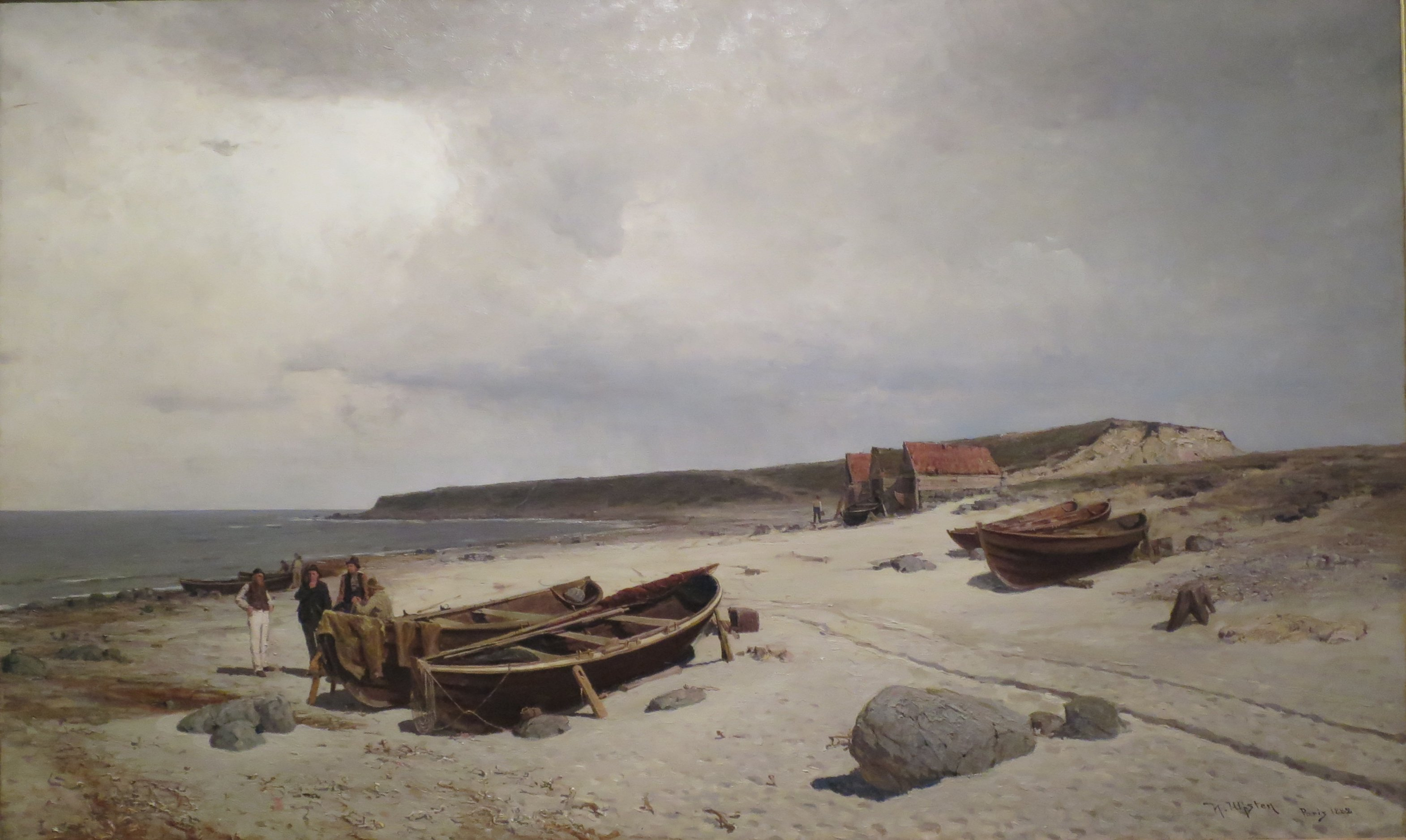
Strandparti fra Jæren, 1882

- Fra Jæren, 1879, Nationalmuseum Oslo
- Strandparti fra Jæren, 1882, Bergen Kunstmuseum
- En nødhavn, 1884, Nationalmuseum Oslo
- En strandvasker, 1884, Nationalmuseum Oslo
- Fra Algerie, 1884, Nationalmuseum Oslo